# مارتین براون
مارتین براون (انگلیسی: Martin Braun؛ زادهٔ ۱۸ نوامبر ۱۹۶۸) بازیکن فوتبال اهل آلمان است.
از باشگاه‌هایی که در آن بازی کرده‌است می‌توان به باشگاه فوتبال وی‌اف‌آر آلن، باشگاه فوتبال کلن، باشگاه فوتبال راپید وین، باشگاه فوتبال کارلسروهه، و باشگاه فوتبال فرایبورگ اشاره کرد.